# Wasp Star (Apple Venus Volume 2)
Albums de XTC
Apple Venus Volume 1
(1999)
Singles
1. I'm the Man Who Murdered Love
Sortie : mai 2000

Wasp Star (Apple Venus Volume 2) est le douzième et dernier album du groupe XTC, sorti en mai 2000. À la suite du départ de Dave Gregory, le groupe y est réduit au duo Andy Partridge-Colin Moulding.
Une édition entièrement instrumentale de l'album est parue en 2002 sous le titre Waspstrumental.

## Titres
Toutes les chansons sont d'Andy Partridge, sauf mention contraire.
1. Playground – 4:17
2. Stupidly Happy – 4:13
3. In Another Life (Colin Moulding) – 3:35
4. My Brown Guitar – 3:51
5. Boarded Up (Moulding) – 3:23
6. I'm the Man Who Murdered Love – 3:44
7. We're All Light – 4:39
8. Standing in for Joe (Moulding) – 3:42
9. Wounded Horse – 4:11
10. You and the Clouds Will Still be Beautiful – 4:18
11. Church of Women – 5:06
12. The Wheel and the Maypole – 5:55

## Musiciens
- Andy Partridge : guitare, chant
- Colin Moulding : basse, harmonica, guitare, chant

Avec :
- Nick Davis : claviers
- Kate St John : hautbois
- Simon Gardner : bugle
- Gavin Wright : violon
- Patrick Kiernan : violon
- Peter Lale : alto
- Caroline Dale : violoncelle
- Holly Partridge : chœurs (1)
- Chuck Sabo : batterie (1, 6, 7, 8, 9, 10, 11)
- Prairie Prince : batterie (2, 3, 4, 12)
- Matt Vaughn : programmation